# Kościół Świętych Apostołów Piotra i Pawła w Borzysławcu
Kościół Świętych Apostołów Piotra i Pawła w Borzysławcu – katolicki kościół parafialny zlokalizowany we wsi Borzysławiec w gminie Goleniów, w powiecie goleniowskim (województwo zachodniopomorskie).

## Historia i architektura
Poświęcony w dniu 2 grudnia 1902 roku kościół od samego początku służył katolickiej społeczności założonej pod koniec XVIII wieku wsi Borzysławiec (niem. Luisenthal), który przed 1945 rokiem był jedyną miejscowością w ówczesnym powiecie Naugard zamieszkaną w większości przez katolików. Wzniesiony w stylu neogotyckim z czerwonej, nieotynkowanej cegły, jest budowlą salową zakończoną trójbocznie zamkniętym prezbiterium. Ściany kościoła wsparte są przyporami. Wyodrębniona z bryły wieża posiada w górnej partii arkadową dekorację i nakryta jest blaszanym hełmem. Nawę nakrywa dwuspadowy dach z dachówki, nad prezbiterium przechodzący w trójspadowy.
W bocznych ścianach kościoła umieszczone są ostrołukowe okna witrażowe. Ostrołukowy otwór wejściowy, zdobiony archiwoltą, osadzony jest w pseudoryzalicie zwieńczonym trójkątnym szczytem. Wnętrze kościoła nakryte jest drewnianym stropem, ozdobionym malowidłem przedstawiającym Trójcę Świętą. Zamknięta półkolistym obramowaniem kompozycja przedstawia na tle obłoków z główkami putt postać Boga Ojca i Jezusa Chrystusa trzymającego krzyż wsparty o glob ziemski, ponad którymi unosi się Duch Święty. W prezbiterium znajduje się duży drewniany krucyfiks, obok którego umieszczono figury Matki Bożej i św. Jana. Ścianę przy ołtarzu zdobią malowidła przedstawiające świętych Piotra i Pawła. W tylnej części kościoła znajduje się drewniana empora chórowa z płycinową balustradą. Zachował się świecznik z końca XIX wieku i neogotycka chrzcielnica.
Kościół został uszkodzony podczas II wojny światowej i po jej zakończeniu uległ dewastacji. Ponownie został erygowany jako kościół parafialny w dniu 28 czerwca 1957 roku przez biskupa Teodora Benscha.
Obok kościoła znajduje się cmentarz, na którym pochowany został ks. Albert Hirsch, proboszcz w latach 1931–1944, zamordowany przez nazistów.

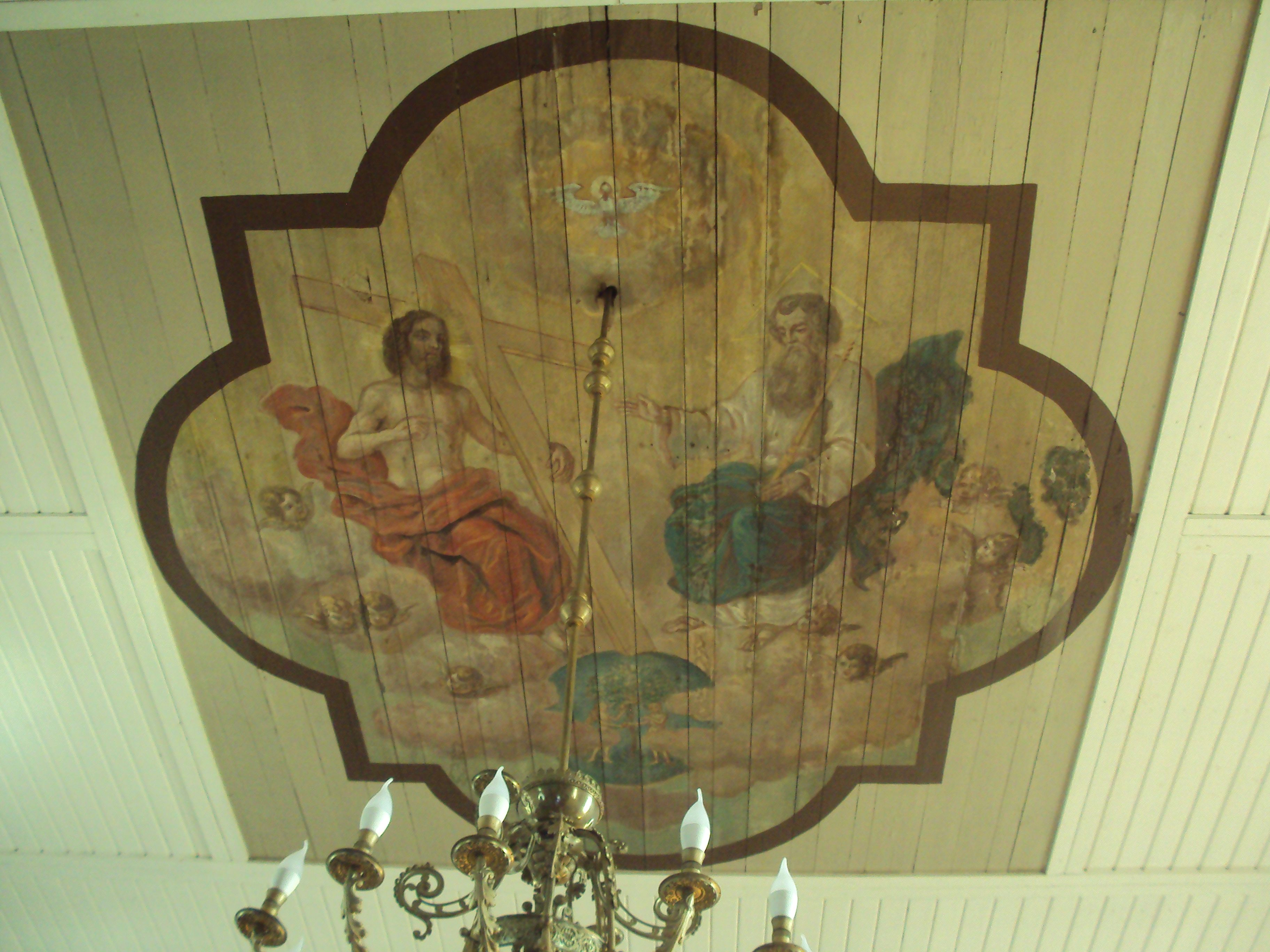
Malowidło z przedstawieniem Trójcy Świętej na stropie
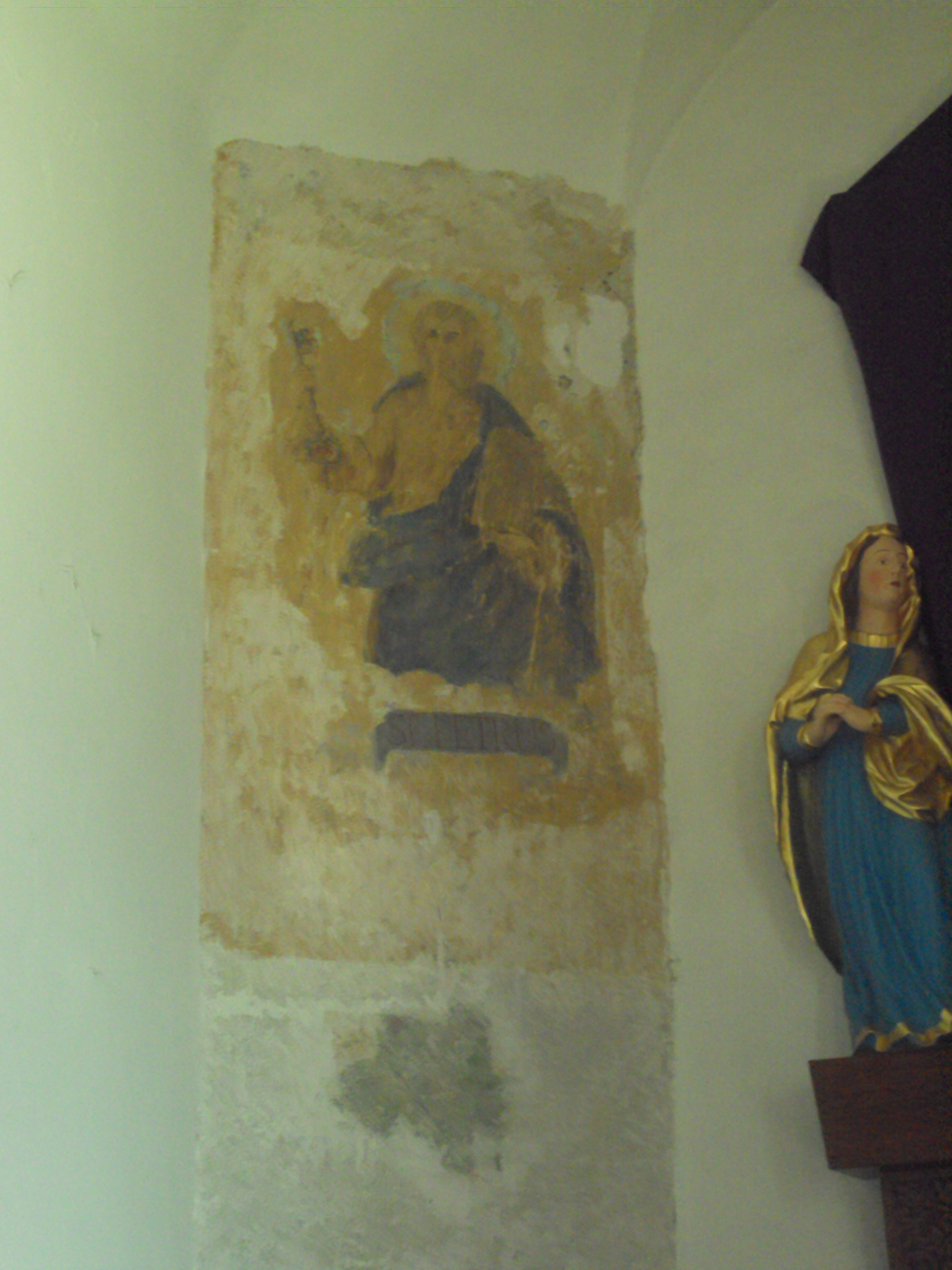
Malowidło z wizerunkiem św. Piotra w prezbiterium
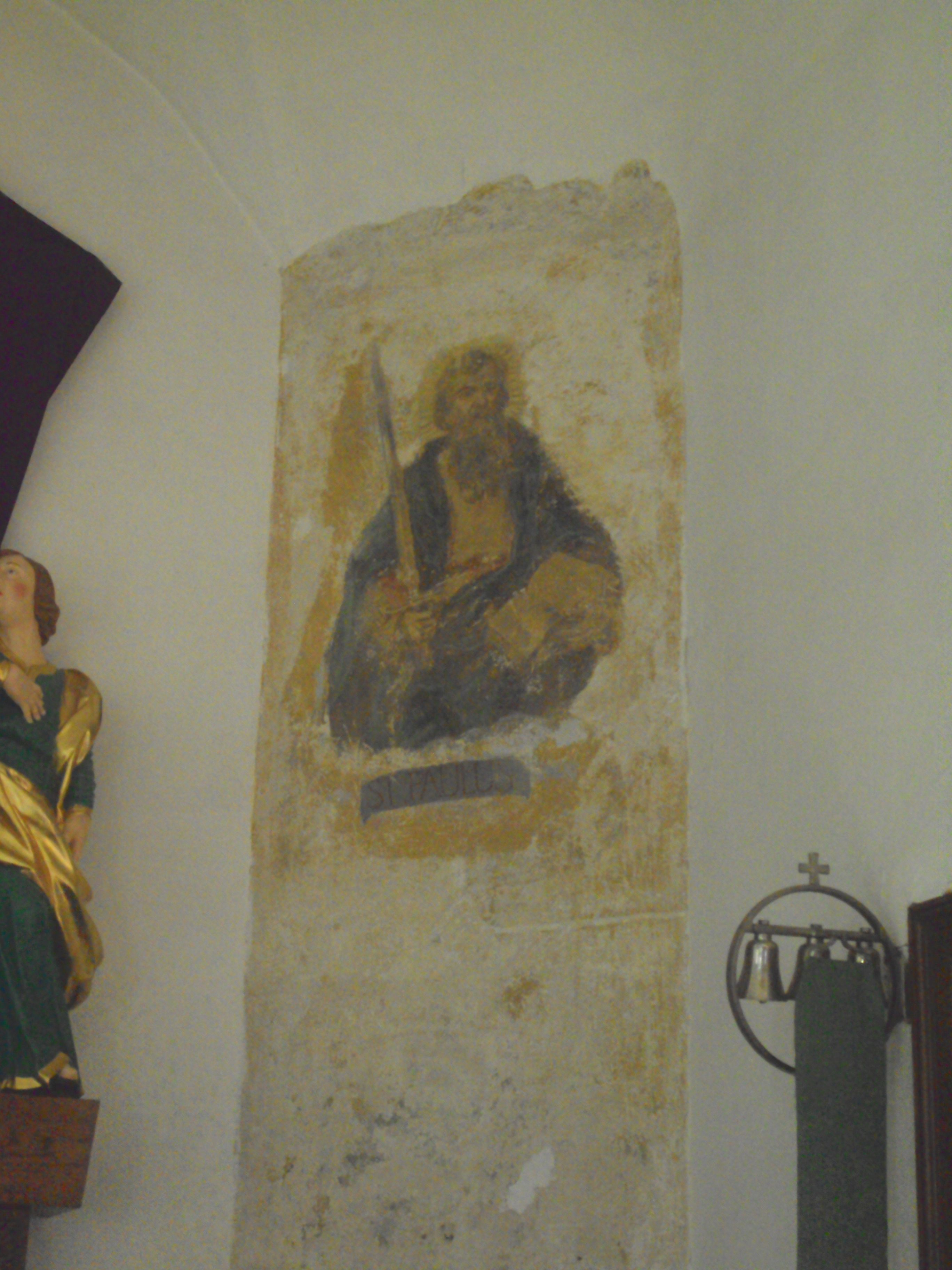
Malowidło z wizerunkiem św. Pawła w prezbiterium